# Gregurovec (Krapinske Toplice)
Gregurovec is een plaats in de gemeente Krapinske Toplice in de Kroatische provincie Krapina-Zagorje. De plaats telt 130 inwoners (2001).